# Joanne World Tour
Joanne World Tour — концертный тур американской поп-исполнительницы Леди Гаги в поддержку её пятого студийного альбома, Joanne (2016). Он начался 1 августа 2017 года в Ванкувере (Канада) и закончился 1 февраля 2018 года в Бирмингеме, Англия. Продажа билетов шла настолько хорошо, что пришлось объявить несколько дополнительных концертов, как в Европе, так и в Северной Америке. Концертная серия считается «более минималистичной» по сравнению с предыдущими турами певицы, но получила похвалу за визуальные эффекты, певческие способности Гаги и ее связь со зрителями.

## Предпосылки
В октябре 2016 года, за две недели до выхода своего пятого студийного альбома, Леди Гага начала небольшой рекламный тур под названием The Dive Bar Tour, в ходе которого она выступала в барах по всей территории США. 24 октября 2016 года певица подтвердила Говарду Стерну, что отправится во всемирный концертный тур, чтобы продолжить продвижение альбома. Она уточнила, что это будет после её выступления на шоу Super Bowl LI halftime 5 февраля 2017 года. После шоу в перерыве, Леди Гага объявила о том, что Joanne World Tour начнётся 1 августа 2017 года в Ванкувере на Rogers Arena и будет продолжаться до 18 декабря 2017 года в Инглвуде, всего было запланировано 60 шоу в Северной и Южной Америке и Европе.

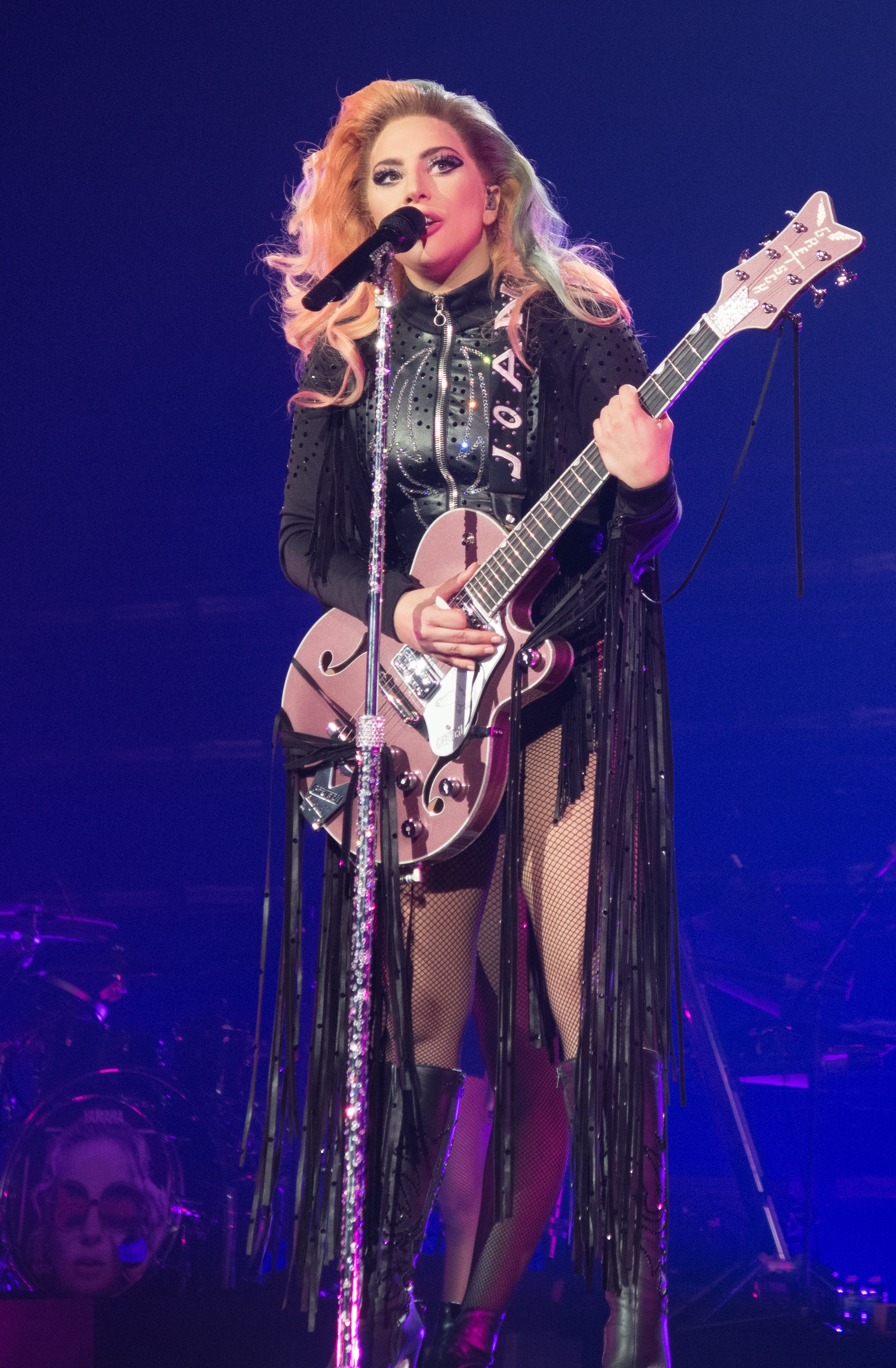
Леди Гага во время исполнения песни «A-Yo» на концерте в Торонто

2 марта 2017 года было объявлено, что Леди Гага будет главным хедлайнером фестиваля музыки и искусств «Коачелла» в Индио (Калифорния), после того, как Бейонсе пришлось изменить свой внешний вид в связи с беременностью. Billboard сообщил, что Joanne World Tour начнётся на четыре месяца раньше, чем ожидалось первоначально, с выступления на «Коачелла». тем не менее, в интервью Entertainment Weekly хореограф Гаги Ричард Джексон подтвердил, что выступления в Coachella были исключительно для фестиваля и не являются частью мирового тура Joanne. Однако, элементы из выступления фестиваля, а также из Super Bowl LI halftime были сохранены и использованы для тура.
Участие Гаги в рок-фестивале в Рио в Бразилии должно было её единственным выступлением в Южной Америке, но она отменила шоу после госпитализации из-за боли в теле. 18 сентября 2017 года Гага отложила Европейский этап тура в результате дальнейшей хронической боли, которую она перенесла. Отложенные даты были объявлены несколькими неделями позже, чтобы вновь вернуться на сцену с 14 января 2018 года в Барселоне и закончить 23 февраля 2018 года в Германии. однако из-за сильной боли, вызванной фибромиалгией, Гага была вынуждена вовсе отменить оставшиеся 10 шоу своего тура, который, соответственно, закончился в Бирмингеме 1 февраля 2018 года.

## Развитие тура

### Концепция
«Я вложила много своей души в Joanne… И я с нетерпением жду его интеграции с моими другими песнями, чтобы контекстуализировать его для фанатов… Больше всего я просто хочу, чтобы мои поклонники почувствовали послание освобождения, которое они могут в любой момент изменить, где они находятся в своей жизни, и двигаться вперед.»
— Гага говорит о главной идее тура.
Планы мирового турне пришлось временно приостановить для репетиций Coachella. Тем не менее, его концепция была в разработке, так как Super Bowl LI halftime и репетиции начались после того, как Гага закончила съёмки для фильма Star is Born (2018), что стало её первой ведущей ролью как актрисы. К июлю 2017 года Гага сказала Billboard magazine, что она и ее команда обсуждают процесс выбора песен. Она подтвердила свои планы выпустить больше такой музыки на гастроли, как самостоятельный сингл «The Cure», который был выпущен после первого выступления Коачелла. Гага также планировала сыграть еще одно шоу Dive Bar в Лас-Вегасе в июле 2017 года, прежде чем начать тур. Певица объяснила, что она хотела иметь замедленную секцию во время мирового тура Joanne, чтобы она могла «действительно соединиться с каждым человеком самым интимным способом, которым я могу, как это было бы в dive bar». Она также хотела на каждом шоу тура почтить память жертв бомбардировки Манчестер Арены 2017, которая произошла в мае 2017 года.
В феврале 2017 года Gaga представила обзорную книгу тура, которая будет доступна как часть мерча на туре. Книга была результатом сотрудничества между лондонской творческой студией Lobster Eye и мерчандайзинга компании Bravado. Для создания фотографий Гага наняла фотографа из Synchrodogs и стилиста Дарью Лагенберг. Такие модели, как Стейси Корен и Дарья Свертилова, позировали для картин, которые показывали их в стиле дерева. Таня Щеглова и Роман Новен из Synchrodogs объяснили в интервью журналу Women’s Wear Daily, предусматривавшем красочную эстетику для фотографий, получая полную свободу в отношении того, как они будут создавать ее. Желая смешать как «искусственные, так и природные элементы», Synchrodogs использовал украинский пейзаж в качестве фонов для фотосессии. Товар состоял из ожерелий, шарфов и футболок, с Алексой Тиджен из Лос-Анджелес Таймс, отметившего, что «если книга какого-либо признака, Joanne World Tour может стать самый модным туром Гаги.» Они были доступны для покупки в магазине одежды Urban Outfitters с 19 мая 2017 года. В коллекции, состоящей из длинных футболок с короткими рукавами и курток-бомберов, было 10 различных предметов для мужчин и женщин, на них были вдохновлены работы Joanne.

### Сцена и сет-лист
Гага подтвердила в июле 2017 года, что стадия проектирования была завершена, и строительство продолжается. Этап был расценен ею как отличающийся от всех предыдущих декораций для ее туров. Певица также добавила, что" освещение-это большая вещь в этом году " в туре. Основная сцена была построена в сотрудничестве с Tait Inc. с художником-постановщиком Робертом Муллином, и креативным дизайнером, ЛеРой Беннеттом.  Сцена составляет 85 футов (26 м) в ширину и сопровождается двумя сценами-спутниками. Состоит из 3 движущихся платформ для оборудования сцены и 5 подъемников, которые могут двигаться в унисон друг с другом или независимо в различных конфигурациях. Карли Малленбаум из USA Today назвала их "сценами тетриса" из-за их изменяющейся ориентации в пространстве. Основные три подъемника 17 футов (5,2 м) в ширину и параллельно с ними два других подъемника по 50 футов (15 м) каждый. В целом, они образуют различные конфигурации и формы сцены: возвышенная, плоская, крест-накрест, диагональ или лестница.
Также над аудиторией расположены 3 надувных капсулы с видео-дисплеями, которые также действуют как мосты. Когда они не используются для видео, они спускаются, чтобы соединить главную сцену с круговыми дополнительными сценами и b-сценой, позволяя исполнителям перемещаться между ними. Через эти движущиеся платформы и сцену, Гага может обойти всю арену, находясь ближе к зрителям. Дополнительные сцены также состоят из двух 10-футовых (3,0 м) гидравлических подъемников, которые поднимали певицу, чтобы присоединиться к платформе на b-сцене. Тайт также разработал рояль в форме сердца с лазерной подсветкой. Он был украшен 44 лазерными лучами, что освещали арену и клавиши рояля. 1.25-дюймовый акриловый рояль был улучшен путем смешивания двуцветной фасции поликарбоната, таким образом лучше отражая лучи.
До начала гастролей Гага говорила о возможности исполнения новых песен во время концертной серии, заявив, что она намеревается сделать это. Однако позже она добавила, что из-за декораций, реализация этого плана менее вероятна. Она сказала, что "это шоу на самом деле очень сложное, и сцена закодирована компьютером. Это напряжённо, и все сигналы должны быть выполнены в определенное время. Это высокий стресс и напряженность за кулисами, нужно убедиться, что все происходит в тот момент, когда это должно быть. Итак, сет-лист может немного измениться, но в основном вы приходите, чтобы увидеть часть, которую мы создали для вас."

## Сет-лист
Этот сет-лист от 1 августа 2017 года, с концерта в Ванкувере. Он не предназначен для представления всех концертов тура.
1. "Diamond Heart"
2. "A-Yo"
3. "Poker Face"
4. "Perfect Illusion"
5. "John Wayne"
6. "Scheiße"
7. "Alejandro"
8. "Just Dance"
9. "LoveGame"
10. "Telephone"
11. "Applause"
12. "Come to Mama"
13. "The Edge of Glory"
14. "Born This Way"
15. "Bloody Mary"
16. "Dancin' in Circles"
17. "Paparazzi"
18. "Angel Down"
19. "Joanne"
20. "Bad Romance"
21. "The Cure"
22. "Million Reasons"

- В определенные даты, включая все шоу на стадионах, "Bloody Mary", "Dancin' in Circles" and "Paparazzi" не исполнялись[25]
- Во время выступления в Хьюстоне, Гага исполнила "Grigio Girls" на бис[26]
- Во время третьего выступления в Инглвуде Марк Ронсон присоединился к Гаге на сцене, чтобы исполнить "Joanne"[27]
- Во время выступления в Милане, Гага исполнила акапелла-версию песни "Донателла" для Донателлы Версаче, которая присутствовала на концерте[28]

## Даты тура
| Дата                       | Город                      | Страна                     | Место проведения           | Разогрев                   | Количество билетов         | Доход                      |
| Северная Америка — Часть 1 | Северная Америка — Часть 1 | Северная Америка — Часть 1 | Северная Америка — Часть 1 | Северная Америка — Часть 1 | Северная Америка — Часть 1 | Северная Америка — Часть 1 |
| -------------------------- | -------------------------- | -------------------------- | -------------------------- | -------------------------- | -------------------------- | -------------------------- |
| 1 августа 2017             | Ванкувер                   | Канада                     | Rogers Arena               | -                          | 15,665 / 15,665            | $1,430,667                 |
| 3 августа 2017             | Эдмонтон                   | Канада                     | Rogers Place               | -                          | 15,002 / 15,002            | $1,466,718                 |
| 5 августа 2017             | Такома                     | США                        | Tacoma Dome                | -                          | 19,296 / 19,296            | $2,158,960                 |
| 8 августа 2017             | Инглвуд                    | США                        | The Forum                  | -                          | 28,567 / 28,567            | $3,633,410                 |
| 9 августа 2017             | Инглвуд                    | США                        | The Forum                  | -                          | 28,567 / 28,567            | $3,633,410                 |
| 11 августа 2017            | Лас-Вегас                  | США                        | T-Mobile Arena             | -                          | 15,893 / 15,893            | $2,139,858                 |
| 13 августа 2017            | Сан-Франциско              | США                        | AT&T Park                  | DJ White Shadow            | 39,225 / 39,225            | $4,674,972                 |
| 15 августа 2017            | Сакраменто                 | США                        | Golden 1 Center            | -                          | 15,546 / 15,546            | $1,663,263                 |
| 19 августа 2017            | Омаха                      | США                        | CenturyLink Center Omaha   | -                          | 15,886 / 15,886            | $1,693,038                 |
| 21 августа 2017            | Сент-Пол                   | США                        | Xcel Energy Center         | -                          | 16,612 / 16,612            | $1,813,406                 |
| 23 августа 2017            | Кливленд                   | США                        | Quicken Loans Arena        | -                          | 15,552 / 15,552            | $1,622,428                 |
| 25 августа 2017            | Чикаго                     | США                        | Wrigley Field              | DJ White Shadow            | 41,847 / 41,847            | $5,213,820                 |
| 28 августа 2017            | Нью-Йорк                   | США                        | Citi Field                 | DJ White Shadow            | 69,978 / 69,978            | $9,520,390                 |
| 29 августа 2017            | Нью-Йорк                   | США                        | Citi Field                 | DJ White Shadow            | 69,978 / 69,978            | $9,520,390                 |
| 1 сентября 2017            | Бостон                     | США                        | Fenway Park                | DJ White Shadow            | 67,660 / 67,660            | $8,111,672                 |
| 2 сентября 2017            | Бостон                     | США                        | Fenway Park                | DJ White Shadow            | 67,660 / 67,660            | $8,111,672                 |
| 6 сентября 2017            | Торонто                    | Канада                     | Air Canada Centre          | -                          | 31,526 / 31,526            | $3,328,841                 |
| 7 сентября 2017            | Торонто                    | Канада                     | Air Canada Centre          | -                          | 31,526 / 31,526            | $3,328,841                 |
| 10 сентября 2017           | Филадельфия                | США                        | Wells Fargo Center         | -                          | 32,296 / 32,296            | $3,629,942                 |
| 11 сентября 2017           | Филадельфия                | США                        | Wells Fargo Center         | -                          | 32,296 / 32,296            | $3,629,942                 |
| Северная Америка — Часть 1 |                            |                            |                            |                            |                            |                            |
| 3 ноября 2017              | Монреаль                   | Канада                     | Bell Centre                | -                          | 17,946 / 17,946            | $1,525,732                 |
| 5 ноября 2017              | Индианаполис               | США                        | Bankers Life Fieldhouse    | -                          | 15,375 / 15,375            | $1,606,010                 |
| 7 ноября 2017              | Детройт                    | США                        | Little Caesars Arena       | -                          | 15,550 / 15,550            | $1,712,378                 |
| 9 ноября 2017              | Анкасвилл                  | США                        | Mohegan Sun Arena          | -                          | 15,394 / 15,394            | $1,784,100                 |
| 11 ноября 2017             | Анкасвилл                  | США                        | Mohegan Sun Arena          | -                          | 15,394 / 15,394            | $1,784,100                 |
| 13 ноября 2017             | Луисвилл                   | США                        | KFC Yum! Center            | -                          | 17,997 / 17,997            | $1,959,814                 |
| 15 ноября 2017             | Канзас-Сити                | США                        | Sprint Center              | -                          | 15,117 / 15,117            | $1,612,710                 |
| 16 ноября 2017             | Сент-Луис                  | США                        | Scottrade Center           | -                          | 16,343 / 16,343            | $1,577,704                 |
| 19 ноября 2017             | Вашингтон                  | США                        | Capital One Arena          | -                          | 15,288 / 15,288            | $1,901,754                 |
| 20 ноября 2017             | Питтсбург                  | США                        | PPG Paints Arena           | -                          | 15,228 / 15,228            | $1,641,888                 |
| 28 ноября 2017             | Атланта                    | США                        | Philips Arena              | -                          | 12,155 / 12,155            | $1,615,820                 |
| 30 ноября 2017             | Майами                     | США                        | American Airlines Arena    | -                          | 14,738 / 14,738            | $1,776,734                 |
| 1 декабря 2017             | Тампа                      | США                        | Amalie Arena               | -                          | 15,170 / 15,170            | $1,627,766                 |
| 3 декабря 2017             | Хьюстон                    | США                        | Toyota Center              | -                          | 13,100 / 13,100            | $1,712,302                 |
| 5 декабря 2017             | Остин                      | США                        | Frank Erwin Center         | -                          | 12,981 / 12,981            | $1,437,660                 |
| 8 декабря 2017             | Даллас                     | США                        | American Airlines Center   | -                          | 15,047 / 15,047            | $1,771,939                 |
| 9 декабря 2017             | Оклахома-Сити              | США                        | Chesapeake Energy Arena    | -                          | 14,072 / 14,072            | $1,512,444                 |
| 12 декабря 2017            | Денвер                     | США                        | Pepsi Center               | -                          | 15,852 / 15,852            | $1,620,472                 |
| 14 декабря 2017            | Солт-Лейк-Сити             | США                        | Vivint Smart Home Arena    | -                          | 12,688 / 12,688            | $1,425,214                 |
| 16 декабря 2017            | Лас-Вегас                  | США                        | T-Mobile Arena             | -                          | 14,478 / 14,478            | $2,163,880                 |
| 18 декабря 2017            | Инглвуд                    | США                        | The Forum                  | -                          | 13,282 / 13,282            | $1,707,064                 |
| Европа — Часть 3           |                            |                            |                            |                            |                            |                            |
| 14 января 2018             | Барселона                  | Испания                    | Palau Sant Jordi           | -                          | 28,918 / 28,918            | $2,113,298                 |
| 16 января 2018             | Барселона                  | Испания                    | Palau Sant Jordi           | -                          | 28,918 / 28,918            | $2,113,298                 |
| 18 января 2018             | Милан                      | Италия                     | Mediolanum Forum           | -                          | 11,170 / 11,170            | $1,109,390                 |
| 20 января 2018             | Амстердам                  | Нидерланды                 | Ziggo Dome                 | -                          | 15,397 / 15,397            | $1,465,089                 |
| 22 января 2018             | Антверпен                  | Бельгия                    | Sportpaleis                | -                          | 15,533 / 15,533            | $1,435,452                 |
| 24 января 2018             | Гамбург                    | Германия                   | Barclaycard Arena          | -                          | 10,587 / 10,587            | $1,055,950                 |
| 31 января 2018             | Бирмингем                  | Англия                     | Arena Birmingham           | -                          | 12,456 / 12,456            | $1,138,126                 |
| 1 февраля 2018             | Бирмингем                  | Англия                     | Genting Arena              | -                          | 9,522 / 9,522              | $799,708                   |
| Всего                      | Всего                      | Всего                      | Всего                      | Всего                      | 841,935 / 841,935 (100%)   | $94,911,783                |

## Отменённые концерты
| Дата             | Город          | Страна    | Место проведения    | Причина                                                    |
| ---------------- | -------------- | --------- | ------------------- | ---------------------------------------------------------- |
| 15 сентября 2017 | Рио-де-Жанейро | Бразилия  | Barra Olympic Park  | Госпитализация из-за болей в теле, вызванных фибромиалгией |
| 4 февраля 2018   | Лондон         | Англия    | The O2 Arena        | Боль в теле, вызванная фибромиалгией                       |
| 6 февраля 2018   | Манчестер      | Англия    | Manchester Arena    | Боль в теле, вызванная фибромиалгией                       |
| 8 февраля 2018   | Лондон         | Англия    | The O2 Arena        | Боль в теле, вызванная фибромиалгией                       |
| 11 февраля 2018  | Цюрих          | Швейцария | Hallenstadion       | Боль в теле, вызванная фибромиалгией                       |
| 13 февраля 2018  | Кёльн          | Германия  | Lanxess Arena       | Боль в теле, вызванная фибромиалгией                       |
| 15 февраля 2018  | Стокгольм      | Швеция    | Ericsson Globe      | Боль в теле, вызванная фибромиалгией                       |
| 17 февраля 2018  | Копенгаген     | Дания     | Royal Arena         | Боль в теле, вызванная фибромиалгией                       |
| 20 февраля 2018  | Париж          | Франция   | AccorHotels Arena   | Боль в теле, вызванная фибромиалгией                       |
| 21 февраля 2018  | Париж          | Франция   | AccorHotels Arena   | Боль в теле, вызванная фибромиалгией                       |
| 23 февраля 2018  | Берлин         | Германия  | Mercedes-Benz Arena | Боль в теле, вызванная фибромиалгией                       |